# إبراهيم إستنبولي
إبراهيم إستنبولي (ولد في قرية العنازة عام 1957م) مترجم وكاتب وطبيب سوري، ترجم الكثير من الأعمال الأدبية والعلمية الروسية إلى اللغة العربية. ومن أبرز ترجماته ترجمة أعمال المفكر والروائي الروسي ألكساندر كوبرين. فاز كتابه (استعباد العالم) بجائزة سامي الدروبي للترجمة 2017.

## التعليم والعمل
اختصاصي أمراض عصبية ونفسية. تخرج من الجامعة الروسية لصداقة الشعوب في موسكو عام 1987م.

## الترجمات
| الكتاب                                                          | المؤلف                  | التاريخ | ملاحظات                     |
| --------------------------------------------------------------- | ----------------------- | ------- | --------------------------- |
| الجغرافيا السياسية لما بعد الحداثة                              | ألكسندر دوغين           | 2001    |                             |
| دستور الجبال - روايات شعرية - عام مولدي & جزيرة النساء          | رسول حمزاتوف            | 2004    |                             |
| رحلة صيد وراء الفكرة                                            | فلاديمير ليفي           | 2007    |                             |
| ثلاث عشرة قطة سوداء                                             | يوري ديمترييف           | 2008    | دراسات                      |
| تعاليم المتصوفين                                                | حضرة عنايت خان          | 2008    |                             |
| الرماد الحار: قصة السباق السري من أجل امتلاك السلاح الذري       | فيسفولد افتشكينيكوف     | 2009    | [ 7 ]                       |
| رسول حمزاتوف: مختارات شعرية                                     | رسول حمزاتوف            | 2010    | [ 8 ]                       |
| كبرياء جريح                                                     | مارينا تسفيتاييفا       | 2013    | قصائد مختارة                |
| أولاد حي أرباط                                                  | أناتولي ريباكوف         | 2017    | رواية                       |
| سلم سكاربا                                                      | آريين داينكر            | 2017    | [ 10 ]                      |
| حب الحياة - الرجوع إلى القلب - الرجل والمرأة                    | فلاديمير ف. جيكارنتسيف  | 2017    |                             |
| ترانسيرفينغ الواقع (4): إدارة الواقع والتحكم فيه                | فاديم زيلاند            | 2018    |                             |
| حبُّ الحياة - حركة الحب. الرجل والمرأة                            | فلاديمير ف. جيكارنتسيف  | 2018    |                             |
| استعباد العالم                                                  | فالنتين كاتاسونوف       | 2018    |                             |
| الليالي البيضاء                                                 | دوستويفسكي              | 2018    |                             |
| عزازل                                                           | بوريس أكونين            | 2019    | رواية                       |
| لغة الحدس: كيف يمكن استخدام الحدس من أجل حل أكثر المسائل تعقيدا | ليزا شولتس              | 2019    |                             |
| الثور المجنح: حكايات حكيمة                                      | سفيتلانا سافيتسكايا     | 2019    | بالاشتراك مع ليندا إبراهيم. |
| كيمياء السعادة                                                  | حضرة عنايت خان          | 2019    |                             |
| علم الصراع                                                      | مجموعة من المؤلفين      | 2019    |                             |
| سوار العقيق                                                     | ألكساندر كوبرين         | 2021    | رواية                       |
| رسالة فينوس                                                     | ميخائيل شيشكين          | 2020    | رواية                       |
| مختارات من الشعر الروسي                                         | مجموعة من الشعراء الروس | 2020    | [ 14 ]                      |
| جنتلمان من سان فرانسيسكو                                        | إيفان بونين             | 2021    | مجموعة قصصية                |
| شولاميت                                                         | ألكساندر كوبرين         | 2021    | رواية                       |
| غامبرينوس                                                       | ألكسندر كوبرين          | 2021    | رواية                       |
| دعوة إلى الإعدام                                                | فلاديمير نابوكوف        | 2022    | رواية                       |
| احفظوا الأصدقاء                                                 | رسول حمزاتوف            | 2022    |                             |
| كيف خالص                                                        | أندريه غلاسيموف         | 2022    | [ 16 ]                      |
| دراسات في الأدب والترجمة                                        | مجموعة من المؤلفين      | 2022    |                             |

## المؤلفات
| الكتاب                                         | التاريخ | ملاحظات |
| ---------------------------------------------- | ------- | ------- |
| الانفعالات السلبية في حياتنا اليومية           | 1999    | [ 5 ]   |
| أن تختار القمر: قراءات ودراسات في الأدب الروسي | 2011    |         |

## وصلات خارجية
- إبراهيم إستنبولي على موقع أرشيف الشارخ